# Gilson do Amaral
Gilson do Amaral (Américo Brasiliense, São Paulo; 4 de abril de 1984) más conocido como Gilsinho es un futbolista brasileño. Juega como delantero en el Ventforet Kofu.

## Clubes
| Club           | País   | Año       |
| -------------- | ------ | --------- |
| Marília        | Brasil | 2003      |
| Ituano         | Brasil | 2003      |
| São Bento      | Brasil | 2004      |
| América        | Brasil | 2005      |
| Ituano         | Brasil | 2006      |
| Paulista       | Brasil | 2007      |
| Júbilo Iwata   | Japón  | 2008-2011 |
| Corinthians    | Brasil | 2012      |
| Sport Recife   | Brasil | 2012-2013 |
| Ventforet Kofu | Japón  | 2013-     |

## Palmarés

### Campeonatos nacionales
| Título         | Club         | País   | Año  |
| -------------- | ------------ | ------ | ---- |
| Serie C        | Ituano       | Brasil | 2003 |
| Copa J. League | Júbilo Iwata | Japón  | 2010 |

### Copas internacionales
| Título            | Club         | País   | Año  |
| ----------------- | ------------ | ------ | ---- |
| Copa Suruga Bank  | Júbilo Iwata | Japón  | 2011 |
| Copa Libertadores | Corinthians  | Brasil | 2012 |